# Hans Durrer
Hans Durrer (* 28. September 1953 in Grabs) ist ein Schweizer Autor.

## Leben
Durrer erwarb in Basel das juristische Lizentiat, in Cardiff den Master of Arts in Journalism Studies, in Darwin den Master of Applied Linguistics und in Stirling das University Certificate in Drug and Alcohol Studies. Er arbeitete in Buchverlagen, als Delegierter für das Internationale Komitee vom Roten Kreuz, in Public Relations, als Bibliothekar, Lehrer, Suchtberater, Dolmetscher, Übersetzer und als Ghostwriter. Von 2000 bis 2013 schrieb er hauptsächlich über Medien und Fotografie sowie über Interkulturelles. Seit 2013 verfasst er vorwiegend Essays und Buchbesprechungen für verschiedene Internetportale.

## Publikationen

### Bücher
- Ways of Perception: On Visual and Intercultural Communication. White Lotus Press, Bangkok 2006, ISBN 974-480-092-5.
- Inszenierte Wahrheiten. Essays über Fotografie und Medien. Rüegger Verlag, Glarus/Chur 2011, ISBN 978-3-7253-0966-5.
- Warum rennen hier alle so? Die Erfahrung der eigenen und der fremden Kultur. Rüegger Verlag, Zürich/Chur 2013, ISBN 978-3-7253-1004-3.
- Framing the World. Photography, Propaganda, and the Media. Alondra Press, Houston 2016, ISBN 978-0-9854909-5-9.
- Herolds Rache. Thriller. Fehnland Verlag, Rhauderfehn 2018, ISBN 978-3-947220-21-2.

### E-Books
- «Truth is one, the sages speak of it by many names». On Eastern and Western Values. Grin Verlag 2011.
- 12-Step Addiction Treatment: Does AA Work? Grin Verlag, 2011.
- Suchtbehandlung – Die Wirksamkeit des 12-Schritte Programms. Grin Verlag, 2011.
- Framing the World. Photography, Propaganda, and the Media. Alondra Press, 2011.
- Wie geht das eigentlich, das Leben? Anregungen zur Selbst- und Welterkundung. neobooks, 2017.
- In Valparaíso und anderswo. Momentaufnahmen. neobooks, 2018.
- Harrys Welt oder Die Sehnsucht nach Sinn. Ansichten und Einsichten. neobooks, 2019.
- Gregors Pläne. Eine Anleitung zum gelingenden Scheitern, neobooks, 2021
- Auf der Flucht vor dem Augenblick, neobooks, 2022
- Die Welt will betrogen sein. Über Gehorsam, Gier und Selbstvermarktung, neobooks, 2023
- Wie ich die Fotografie entdeckte - und was sie mich gelehrt hat, neobooks, 2024
- Das Jetzt ist nicht zu fassen. Notizen von Unterwegs, neobooks, 2024

### Bücher als Herausgeber
- Ernst Müller-Meiningen jr.: Orden, Spiesser, Peffersäcke. Ein liberaler Streiter erinnert sich. SV international/Schweizer Verlagshaus, Zürich 1989, ISBN 3-7263-6598-2.
- Hermann Schreiber: Durchblicke. Reportagen aus dreissig Jahren Gegenwart. SV international/Schweizer Verlagshaus, Zürich 1989, ISBN 3-7263-6605-9.
- Jürgen Leinemann: Nur nicht weiter so. Reportagen aus der Bonner Republik. SV international/Schweizer Verlagshaus, Zürich 1990, ISBN 3-7263-6614-8.
- Marcel Schwander: Deutsch & Welsch. Ein Brückenschlag. Zytglogge Verlag, Bern 1991, ISBN 3-7296-0394-9.
- Sibylle Krause-Burger: Der Macht auf der Spur. Schweizer Verlagshaus, Zürich 1991, ISBN 3-7263-6643-1.
- Stefan Klein/Manja Karmon-Klein: Die Tränen des Löwen. Leben in Afrika. Schweizer Verlagshaus, Zürich 1992, ISBN 3-7263-6640-7.

## Rezensionen
«Die Essays über Fotografie und Medien im neuesten Buch ‹Inszenierte Wahrheiten› des Medienkritikers Hans Durrer liefern nicht nur interessante Hintergrundinformationen zu vielen Ikonen der Fotografie, sondern sie klagen auch an, decken auf, stellen klar …»